# Aneurin Barnard
Aneurin Barnard (Ogwr, 8 de maio de 1987) é um ator galês. Ele é mais conhecido por seus papéis como Davey em Hunky Dory, Claude em The Truth About Emanuel, Robert "Bobby" Willis Jr. em Cilla, e o rei Ricardo III de Inglaterra na série The White Queen. Interpretou o soldado francês Gibson no suspense de guerra Dunkirk (2017), de Christopher Nolan.